# Charles Guerreiro
Charles Natali Mendonça Ayres, mais conhecido como Charles Guerreiro (Belém, 22 de dezembro de 1963), é um ex-futebolista brasileiro, que atuava como volante e lateral-direito e hoje atua como treinador de futebol.
Atualmente é Auxiliar técnico do Paranoá Esporte Clube.

## Carreira

### Como jogador
Charles iniciou a carreira no Paysandu (onde era chamado carinhosamente pela imprensa esportiva e torcedores bicolores como, "Príncipe"). Em 1987 foi contratado pela Ponte Preta e no ano seguinte rumou para o clube rival de Campinas, o Guarani Futebol Clube. Após três anos na equipe campineira, em 1991 rumou para o Flamengo, num troca-troca de jogadores, entre Flamengo e Guarani, que ainda envolviam o meia Ailton e Toninho.
Na equipe rubro-negra, viveu seus tempos de glória ao lado de jogadores como Júnior, Charles teve a oportunidade de conquistar o Campeonato Carioca de 1991 e o Campeonato Brasileiro de 1992. A fase no Flamengo foi tão especial para Charles, que este chegou a ser convocado por Carlos Alberto Parreira para ocupar a lateral direita da Seleção Brasileira, em um amistoso, contra a Inglaterra, realizado no Estádio de Wembley, diante da Rainha Elizabeth. A partida ocorreu em 13 de maio de 1992, e terminou empatada por 1 x 1, com Bebeto marcando o gol para Seleção brasileira.
No ano de 1994 Charles participou do memorável jogo de despedida de Zico no Japão em 21 de junho de 1994, com o placar de  Flamengo 2 x 1 Kashima Antlers com dois gols de Sávio.
Em 1995 foi jogar no Vasco da Gama um dos grandes rivais de seu ex-clube, e no período de 1991 a 1995, segundo o Almanaque do Flamengo, de Clóvis Martins e Roberto Assaf, Charles atuou em 246 partidas pela equipe rubro-negra, tendo 123 vitórias, 67 empates e 56 derrotas, atuando como lateral direito ou volante, e nesse período marcou apenas dois gols, e a falta de pontaria em seus chutes gerou brincadeira por parte de torcedores e da imprensa carioca, pois Charles demorou quatro anos e meio para marcar seu primeiro gol com a camisa do Flamengo.
Em 8 de novembro de 1995, foi convocado por Zagallo para um amistoso contra Argentina Buenos Aires. Chegou a entrar em campo no segundo tempo, ajudando a seleção a quebrar um tabu de 19 anos de jogos sem vitória na Argentina. Foi uma verdadeira batalha campal, mas no final Brasil 1 x 0 Argentina, gol do estreante Donizete o "Pantera", na etapa inicial.
Após passar por Fluminense, Inter de Limeira, Bragantino (hoje conhecido como Red Bull Bragantino) e Cabofriense, retornou ao Paysandu em 1998, no entanto, um ano depois retornou ao futebol carioca para defender o Olaria. No ano de 2000 retornou ao Pará novamente para defender as cores do Paysandu, e em 2001 "atravessou" a |Avenida Almirante Barroso para jogar no maior rival bicolor, o Clube do Remo, onde jogou até o ano de 2002, encerrando assim sua carreira como jogador.

### Como treinador e experiência como Presidente
Em 2006, Charles iniciou sua carreira de treinador, no comando do Ananindeua, clube modesto da cidade de mesmo nomedo Pará. Um ano depois, chegou a ser o técnico do Remo, sem muito sucesso.
No início de 2008, retornou ao Rio, quando aceitou o desafio de treinar o estreante Cardoso Moreira, no Campeonato Estadual, sendo demitido antes mesmo do término do campeonato. Dois anos depois voltou para o Pará onde se tornou técnico do Paysandu, onde disputou o Campeonato Paraense de 2010 sagrando-se campeão. No ano seguinte, esteve no São Raimundo de Santarém, e em seguida comandando o Independente de Tucuruí. Em 2013 se tornou o treinador do Paragominas, e com algum destaque, logo em seguida assumiu o Clube do Remo, confiante numa possível classificação a Série D, no entanto sem sucesso. Em seguida, encerrou a temporada no Princesa do Solimões do Amazonas. Em 2014 assumiu a Tuna Luso Brasileira, mas sem muito sucesso. Em 2015 retornou ao Paragominas com algum destaque e no ano de 2016 se tornou presidente do clube do Município Verde. Em 2017 atuou como técnico e presidente no Paragominas e em seguida comandou o Ypiranga do Amapá e retornou ao Paragominas em 2018, onde em seguida renunciou ao cargo de presidente. Em 2019 iniciou a temporada no Independente de Tucuruí e depois comandou a Tuna Luso. Em 2020 iniciou a temporada no Iranduba do Amazonas e retornou ao Independente, mas não ficou por muito tempo, tendo em seguida rumado ao Imperatriz do Maranhão, onde ficou até 2021. Em 2022 esteve no comando técnico do Itupiranga, um novo time paraense, e após o fim do campeonato saiu do clube. Em 2023 começou a atuar como auxiliar técnico no Paranoá do Distrito Federal.

## Títulos

### Como jogador
Paysandu
- Campeonato Paraense: 1985, 1987 e 2000

Flamengo
- Taça Cidade do RJ: 1991
- Taça Estado do RJ: 1991
- Campeonato Carioca: 1991
- Taça Rio: 1991
- Copa Rio: 1991
- Campeonato da Capital: 1991, 1993
- Campeonato Brasileiro: 1992
- Taça Libertad: 1993
- Torneio See'94: 1994
- Pepsi Cup '94: 1994
- Taça Guanabara: 1995

### Como técnico
Paysandu
- Campeonato Paraense: 2010

Paragominas
- Taça Estado do Pará: 2013